# اورواشی رائوتلا
اورواشی رائوتلا (متولد ۲۵ فوریه ۱۹۹۴)بازیگر فیلم‌های هندی و مدل که عمدتاً در فیلم‌های هندی هنرنمایی می‌کند. رائوتلا تاج دختر شایستهٔ دیوا را در سال ۲۰۱۵ بر سر گذاشت و نمایندهٔ هند در مراسم دختر شایستهٔ جهان در سال ۲۰۱۵ شد.
او اولین کار  بالیوودی خود را با بازی در فیلم سینگ صاحب بزرگ در سال ۲۰۱۳ انجام داد و سپس در فیلم اوه عزیزم و Great Grand Masti ۲۰۱۶ حضور پیدا کرد. همچنین در سال ۲۰۱۸ در فیلم داستان نفرت ۴ بازی کرده‌است. او در فیلم دیوونه بازی هم بازی کرده‌است.